# Lygnern
Lygnern är en sjö i Kungsbacka och Marks kommuner i Halland och Västergötland och ingår i Rolfsåns huvudavrinningsområde. Lygnern är långsmal och sträcker sig från Fjärås till Sätila. Sjön avvattnas av Rolfsån till Kungsbackafjorden. Randmoränen Fjärås bräcka dämmer upp sjön i sydväst.
Lygnern omges av socknarna Fjärås och Förlanda i Halland samt Sätila, Fotskäl och Tostared i Västergötland.
Sjön är 52 meter djup, har en yta på 31,5 kvadratkilometer och befinner sig 15 meter över havet. Den är Hallands största sjö, trots att bara hälften av ytan är belägen i Halland.
Badstränder finns vid Fjärås bräcka och i Sätila och på ett antal andra ställen runt om sjön. Vid sjöns norra strand ligger naturreservaten Oxhagen, Årenäs-Tostekulla lövskogar och Ramhultafallet, och vid den södra Gäddevik.
Vid Fjärås bräcka har Kungsbacka kommun sin dricksvattentäkt. Råvattnet från sjön infiltreras i grusåsen. Förr bedrev Statens Järnvägar (SJ) grustäkt vid Fjärås Bräcka och en 2,8 kilometer lång järnväg anslöt till Västkustbanan vid Fjärås station. Mellan 1890 och 1924 gjorde ångfartyget S/S Isa dagliga turer över sjön.
Lygnern brukades även som flottningsled, i äldre tid användes flottar med träsegel som länsade timret de skogrika trakterna i Mark över Lygnern och ned i Rolfsån. Flottningen fortsatte in på 1930-talet, senare med roddbåtar eller bogserlinor.

## Delavrinningsområde
Lygnern ingår i delavrinningsområde (637750-129167) som SMHI kallar för Utloppet av Lygnern. Medelhöjden är 54 meter över havet och ytan är 99,45 kvadratkilometer. Räknas de 40 avrinningsområdena uppströms in blir den ackumulerade arean 561,2 kvadratkilometer. Avrinningsområdets utflöde Rolfsån (Nolån) mynnar i havet. 
Avrinningsområdet består mestadels av skog (49 %) och jordbruk (11 %). Avrinningsområdet har 32,66 kvadratkilometer vattenytor vilket ger det en sjöprocent på 32,8 %. Bebyggelsen i området täcker en yta av 0,82 kvadratkilometer eller 1 % av avrinningsområdet.

## Fisk
Fiske är populärt i sjön, där abborren och insjööringen är de vanligaste fångsterna. Vid provfiske har bland annat abborre, gärs, gädda och mört fångats i sjön.
Vid provfiske har följande fisk fångats i sjön:
- Abborre
- Gärs
- Gädda
- Mört
- Nors
- Sik
- Öring

## Bildgalleri

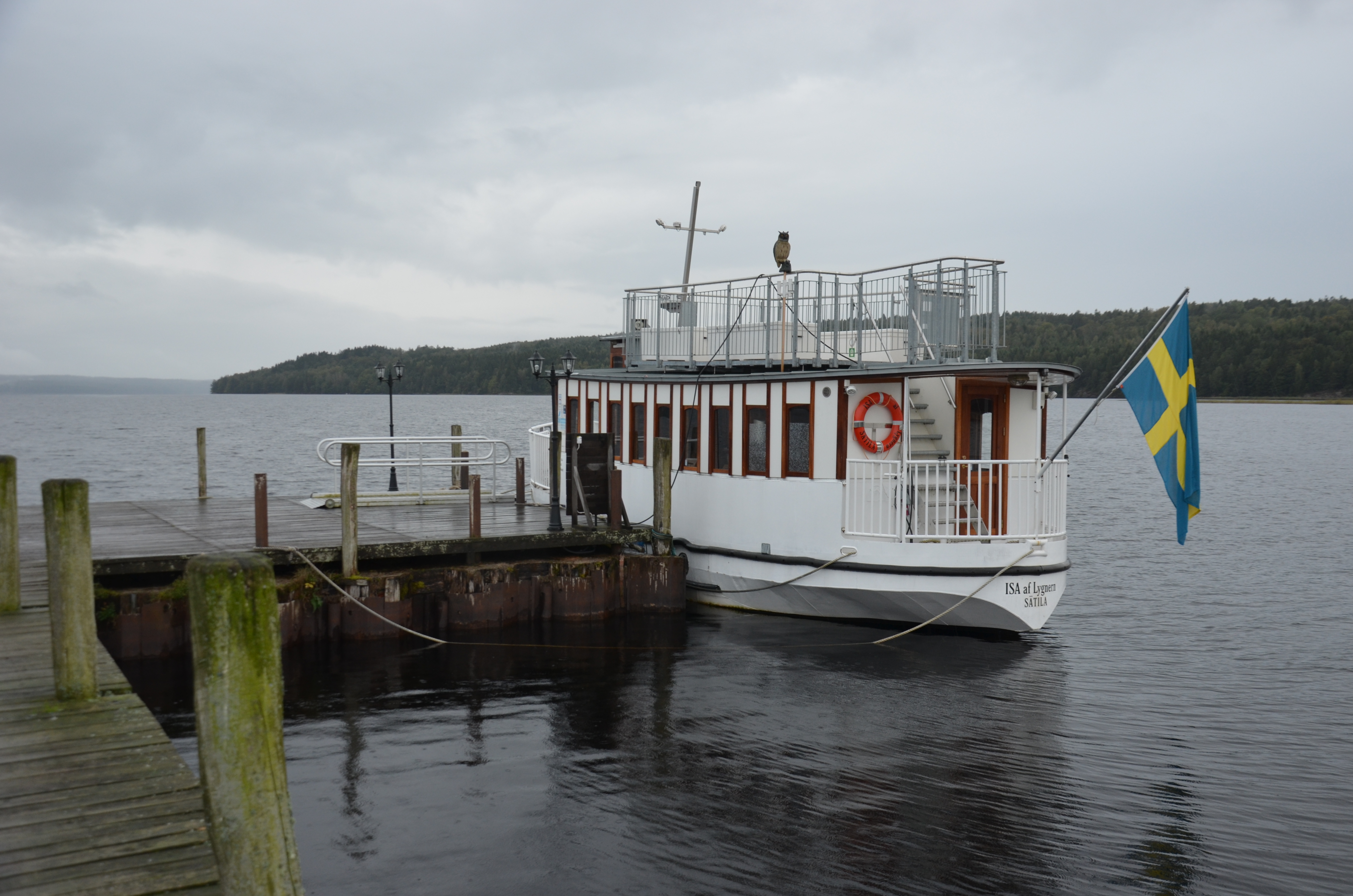
Bryggan i Sätila Sand med Isa af Lygnern
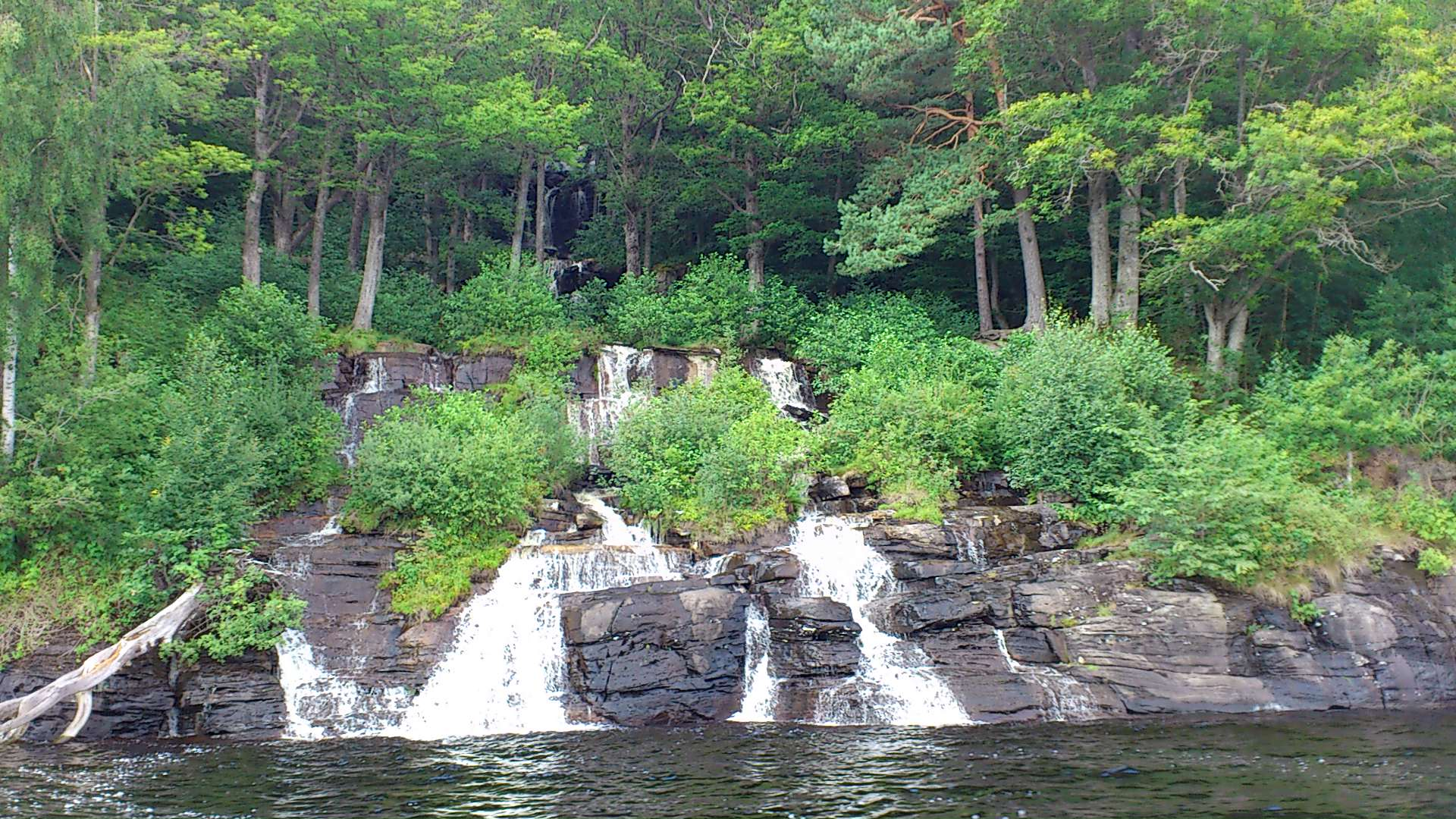
Ramhultafallet
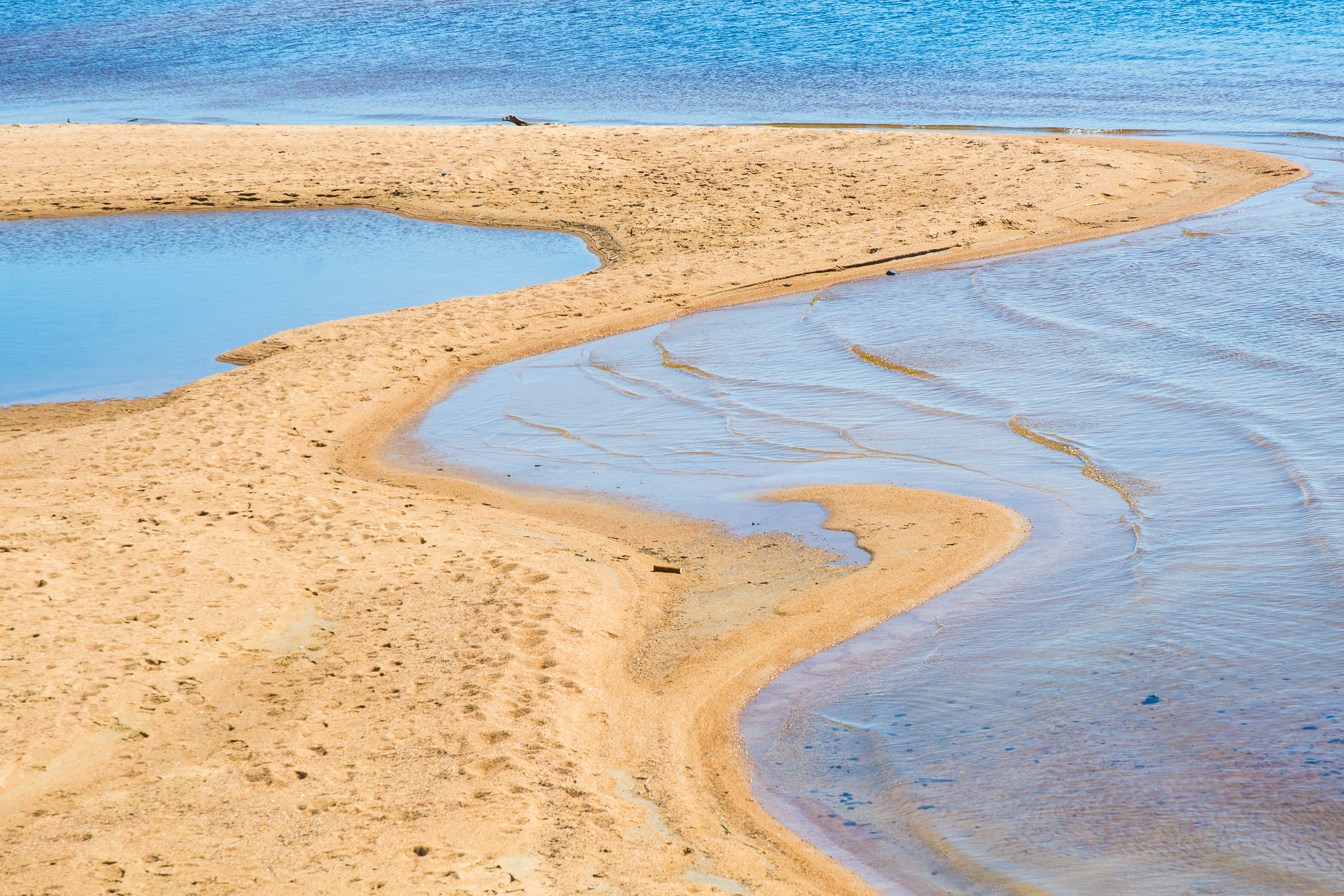
Storåutloppets sandstrand